# 500日計画
500日計画（ロシア語: Программа "500 дней"）は、1990年に立案された、ソビエト連邦の計画経済体制を市場経済に500日（約17か月）で移行させるための経済改革プログラム。ボリス・エリツィンの下でロシア共和国副首相を務めていたグリゴリー・ヤヴリンスキーの提案に基づき、ミハイル・ゴルバチョフの経済顧問であったスタニスラフ・シャターリンらの作業グループによって立案された。

## 概要・経過

### 500日計画作成までの経緯
1985年にソ連共産党書記長に就任したゴルバチョフは、党・国家の人事刷新に着手すると同時にソ連経済の改革を提起した。これが「社会・経済発展の加速化（ウスカレーニエ）」である。しかし、1986年までに「加速化」のための経済的・政治的な前提条件を構築するため、ここに「ペレストロイカ」の概念が登場してくるのである。
1987年7月の国有企業法制定を端緒に、ハンガリー（カダル・ヤノシュ社会労働者党政権）に範を取った分権型計画経済モデルに範を取った経済改革が実施されるが、この改革は、共産党機関、連邦政府や国有企業の既得権益を奪うものであり、これらの官僚機構によって骨抜きにされてしまった。これに加えてソ連国内市場の未成熟や改革プログラムの制度的欠陥などにより機能不全に陥った。
1989年7月、ソ連副首相（経済改革担当）に任命されたレオニード・アバルキンによって、従来の市場経済をソ連経済に導入するという視点からより一歩、踏み込んだ新しい経済改革の方針が作成された。同年10月、ニコライ・ルイシコフソ連首相は最高会議で所有、土地、賃貸制、税体系、社会主義企業に関する経済関連法案を提示した。
1990年2月、ルイシコフは調整市場移行プログラム（ルイシコフ案）作成を開始し、同年5月に最高会議に提出したが、食料、工業製品を中心とする価格引き上げは国民の反発を引き起こした。また、ルイシコフ案をきっかけに投機的需要が高まり、買占めパニックが発生する事態が生じた。結局、最高会議はプログラム案を政府に差し戻す形で1990年9月1日まで市場経済への移行のための具体的計画を作成することを指示した。

### 500日計画の作成
アバルキン副首相を中心にソ連政府内で政府案の修正作業が行われていたのとは別に、ゴルバチョフ大統領（1990年3月に就任）の経済顧問であったシャターリンと、ロシア共和国副首相のヤブリンスキーを中心とする作業グループによって「500日計画」が作成されていた。
この計画の下敷きとなったのが1990年2月にヤブリンスキーが個人で作成した経済改革プログラム「400日計画」であった。当時、ロシア最高会議議長であったエリツィンは、ゴルバチョフおよび保守派と対決していたが、ヤブリンスキーをロシア副首相に任命し、ロシア共和国内での市場経済化を独自に推進しようとした。
このようなロシア共和国の動きに対してゴルバチョフは、エリツィンに対抗する必要性に迫られた。その結果、既にルイシコフ首相、アバルキン副首相による政府案作成および修正作業が行われていたにもかかわらず、エリツィンと連携し、シャターリンを中心に作業グループを作り、彼らにプログラムの立案を依頼した。500日案作成に先立ち、ゴルバチョフはシャターリンに対して、ソ連経済の抜本的改革を説いた。シャターリンは、ゴルバチョフのソ連経済に対する急進的改革の熱意を確信した。

### 500日計画の内容
1990年8月、作業班は400ページに及ぶ「市場経済への移行」と題する報告書を提出した。報告書は500日で近代的な市場経済の導入を進めることを提唱していた。それによれば、
1. 最初の100日間で市場経済に必要な法律の採択、国有企業等の民営化・株式会社への転換、緊縮財政・金融政策の実施、ソ連軍・KGB関連予算の削減、土地改革、企業への補助金廃止、小売価格の段階的な自由化をそれぞれ開始する。
2. 次の150日間で消費財価格に対する国家統制の廃止、国家予算における赤字の解消、独占の解体、不必要な行政機関の廃止、賃金の物価スライド制導入を実施する。
3. その次の150日間で市場の安定、民営化と価格自由化の一層の進展、ルーブル交換性の導入。
4. 最後の100日間で経済の浮揚予想、大規模構造的再編成。

が実施されるとした。
ソ連政府案と内容を比較すると、両案の共通点として財政赤字の解消、市場経済への一貫した移行、ルーブル安定化、社会政策の実施などが上げられる。その一方で大きな相違点もいくつか存在した。
- 政府案は国家による市場への介入を重視しているのに対し、「500日計画」案は、自由主義的、マネタリズム的な経済観、市場観を重視している。
- 政府案は市場経済への移行に関して少なくとも5年をかけて、ダメージを避けようとしているのに対して、「500日計画」案はその名称の通り、極めて短期間での市場経済移行を主張している。
- 政府案では中央集権的単一経済圏としてのソ連を前提としているのに対して、「500日計画」案では、ソ連経済の世界経済への統合と、ソ連邦政府から各連邦構成共和国への権限委譲など共和国の主権を絶対視した。
- このほか、民営化に対する視点にも相違が見られる。

### 最終案
こうして、1990年9月、最高会議に市場移行プログラムが提出されることになったが、政府案、「500日計画」案の2つの市場移行プログラムを大統領案として一本化する作業が行われる必要が出てきた。エリツィンは500日計画に完全な支持を与えた一方でゴルバチョフは、より慎重な支持（というよりも懐疑の念）を与えた。
大統領案作成は、加速化戦略を立案したソ連科学アカデミー会員でゴルバチョフの経済ブレーンであったアベル・アガンベギャンによって行われた。アガンベギャンは、「500日計画」案を全面的に受け入れた形で大統領案をまとめた。これに対して、ルイシコフ首相、アバルキン副首相らは大統領案に反対を表明した。ゴルバチョフは保守派と急進改革派の間に立ち、妥協的な政権運営をしてきたが、この場面でもゴルバチョフは動揺することとなる。
さらに最高会議は、政府案、「500日計画」案、大統領案の一本化を求め、採択を引き延ばした。ゴルバチョフは再度、アバルキンにより政府案に近い折衷案を作成させた。こうして出来上がったのが、より穏健な経済改革案「国民経済の安定化と市場経済への移行の基本方針」である。1990年10月最高会議は基本方針を採択した。
基本計画は、市場経済化を目指し、経済の安定化と市場経済への移行をはかるため、段階的に民営化、価格体系の見直しなどを掲げ、社会民主主義的な市場経済路線を確定した。一方で、基本計画の問題点として、具体的な期間が設けられておらず、連邦政府と各共和国間の権限委譲にも触れていなかった。運用に幅が設けられていて抽象的であり、どのようにも取れる内容を含んでいた。このため、政府案、「500日計画」案、双方の作成に当たった人々に不満を残す結果となった。特にエリツィンら急進改革派はゴルバチョフが500日計画に示された抜本的なソ連経済・社会システムに踏み切ることができなかったことを激しく批判した。さらに致命的だったことは、本来、ゴルバチョフ派であった中道派もゴルバチョフの優柔不断な態度に離反を始め、保守派は秩序維持を掲げて独自に動き始めたことであった。

### 500日計画の問題点
500日計画に対してはすでに当時からアバルキンらによって、短期間に市場経済への移行を急げば、ソ連国内に大混乱を引き起こすという批判があった。しかし、ブレジネフ期の「停滞の時代」から経済破綻を引き起こしていた当時のソ連にとって、500日計画の急進性が極めて魅惑的に感じられた。市場経済化すればすぐに経済的・社会的問題点が解決される雰囲気がたぶんにソ連社会内に横溢していたことは確かであった。
ソビエト連邦の崩壊後、エリツィンの下で、エゴール・ガイダルを中心に「ショック療法」と呼ばれる自由化政策が断行された。しかしこのショック療法によって、ロシア経済には急激なハイパーインフレーションが引き起こされ、国民生活に大打撃を与えることとなった。

## 500日計画作成者一覧
- スタニスラフ・シャターリン
- ニコライ・ペトラコフ
- グリゴリー・ヤヴリンスキー（ヤブリンスキー）
- セルゲイ・アレクサシェンコ
- アンドレイ・ヴァヴィーロフ
- レオニード・グリゴリエフ
- ミハイル・ザドルノフ
- ウラドレン・マルティノフ
- ウラジーミル・マシュイッツ
- アレクセイ・ミハイロフ
- ボリス・フョードロフ
- タチアナ・ヤルイギナ（ヤリギナ）
- エフゲニー・ヤーシン（ヤシン）